# Charles de Feuquières
Pour les articles homonymes, voir Feuquières.
Charles de Feuquières, seigneur de Feuquières, de Thory et de Lihuts, est un juriste français du XVIe siècle.

## Biographie
Charles de Feuquières est le fils de Jérémie de Feuquières et de Jacqueline de Creil. Il épouse vers 1540 Marie de Guillebon, fille de Philippe Le Thoillier de Guillebon, seigneur d'Angivillers, et de Gabrielle de Chasserat. Son fils, Hiérosme, sera chevalier de l'ordre de Malte. Il est l'arrière grand-père de Jean Paumart.
Avocat du roi au bailliage de Beauvais et lieutenant-général du comté de Beauvais, il écrit un traité des cas royaux non imprimé.
Il écrit également plusieurs ouvrages sur la coutume de Senlis, dont une "Dissertation sur la Discussion en la Coutume de Senlis" publiée en 1626.

## Publications
- Dissertation sur la Discussion en la Coutume de Senlis (1626)

### Sources
- « Feuquières (Charles de) », in Louis Moreli, "Le grand dictionnaire historique", 1732
- Denis Simon, "Biblhtb. bifi. des Aut. de Droit."